# جایزه جنسیس
جایزه جنسیس یا جایزه پیدایش (عبری: פרס בראשית‎) یک جایزه سالانه یک میلیون دلاری است که به یهودیانی که به موفقیت‌های حرفه ای قابل توجهی دست یافته‌اند، برای قدردانی از دستاوردها، کمک به بشریت و تعهد به ارزش‌های یهودی اعطا می‌شود.
این جایزه در سال ۲۰۱۲ با کمک ۱۰۰ میلیون دلاری پنج انسان نیکوکار روسی: میخائیل فریدمن، پیوتر آون،  گرمان خان، استن پولوتس و الکساندر کنستر تأسیس شد. این جایزه تحت مدیریت بنیاد جایزه جنسیس، با مشارکت آژانس یهود برای اسرائیل است. از آن به عنوان «جایزه نوبل یهودی» یاد می‌شود که باعث شد برخی از مفسران در مورد نیاز به جایزه نوبل «یهودی» تردید کنند.
در سال ۲۰۱۸، ناتالی پورتمن، برنده جایزه، از شرکت در مراسم جایزه خودداری کرد، زیرا نخست‌وزیر اسرائیل، بنیامین نتانیاهو، قرار بود در این مراسم سخنرانی کند. در سال ۲۰۱۹ جایزه رابرت کرافت نیز به دلیل مشکلات حقوقی زیر سؤال رفت.
در سال ۲۰۲۱، حاخام لرد جاناتان ساکس، پس از مرگ، جایزه یک عمر دستاورد جنسیس را دریافت کرد که توسط رئیس‌جمهور اسرائیل، آیزاک هرتزوگ، به همسرش اعطا شد.
تا کنون، همه برندگان جایزه یک میلیون دلاری را به اهداف بشردوستانه انتخابی خود اختصاص داده‌اند.

## انتخاب برندگان

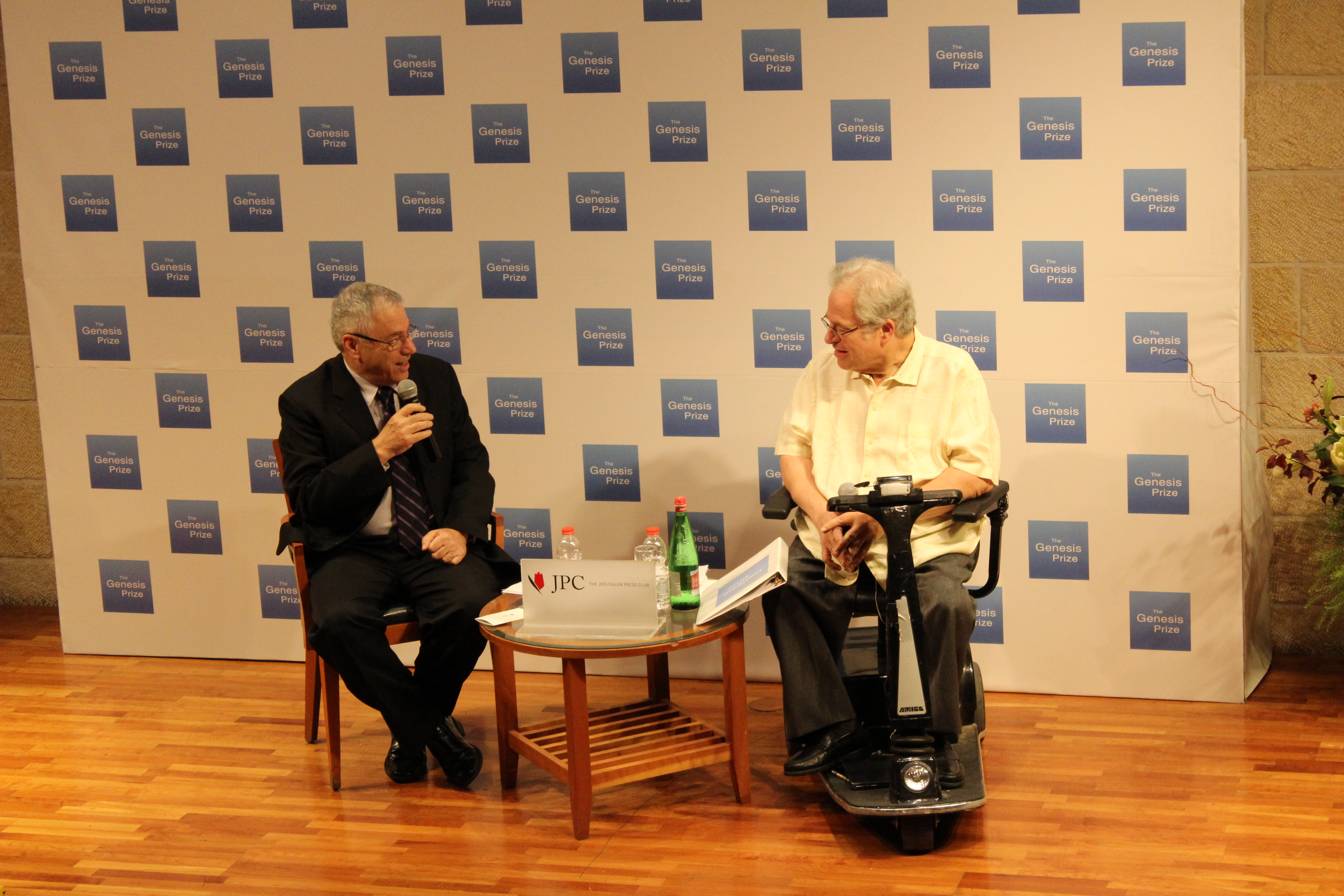
تصویر مصاحیه اوری دورومی مدیر رویداد جنسیس با ویالونیست مشهور اسحاق پرلمن برنده جایزه جنسیس و برنده جایزه اسکار سال 2016 در رویداد خبری جنسیس در سال 2016

اعضای کمیته ای که برندگان جایزه پیدایش را انتخاب می‌کند بر اساس رهبری و حمایت آنها از اهداف یهودی انتخاب می‌شوند. اعضای فعلی و سابق کمیته عبارتند از الی ویزل، مایر شامگر، لارنس سامرز، یولی ادلشتاین، جاناتان ساکس، آیزاک هرتزوگ و ناتان شارانسکی.
در سال ۲۰۲۰، بنیاد فرایند انتخاب را برای رای‌گیری آنلاین باز کرد و از عموم مردم دعوت کرد تا نامزد و رای برنده جایزه جنسیس ۲۰۲۱ شوند. نزدیک به دویست هزار یهودی در شش قاره در این رای‌گیری شرکت کردند. انتخاب نهایی برنده در اختیار دو کمیته است.

## برندگان جایزه

### برندگان جایزه جنسیس
| سال  | برنده جایزه | برنده جایزه            | کشور                            | بنیاد و پایه |
| ---- | ----------- | ---------------------- | ------------------------------- | --- |
| ۲۰۱۴ |             | مایکل آر. بلومبرگ      | ایالات متحده آمریکا             | به خاطر "سابقه خدمات عمومی برجسته و نقشش به عنوان یکی از بزرگترین نیکوکاران جهان" Bloomberg donated his award to a subsequent competition, the Genesis Generation Challenge, to fund young adults' ideas to solve major problems. Nine projects were selected from submissions: Building Up, eNable 3D Printed Prosthetics, Friends of the Arava Institute, LAVAN, Prize4Life, Sanergy, Sesame, Spark, and the Vera Fellowship Program.                                                                                  |
| ۲۰۱۵ |             | مایکل داگلاس           | ایالات متحده آمریکا             | به خاطر «مجموعه کار او به عنوان یک بازیگر و تهیه‌کننده؛ حمایت پرشور او به عنوان یک پیام آور صلح سازمان ملل متحد، با تمرکز بر حقوق بشر، پیشگیری از خشونت با سلاح، و کار ضد اشاعه هسته ای؛ و برای اشتیاق او به میراث یهودی اش». Douglas' award led to a program called "Avenues to Jewish Engagement for Intermarried Couples and their families," which dispersed $3.3 million in grants to organizations promoting the engagement of intermarried families in Jewish life. A second set of grants were disbursed in 2016. |
| ۲۰۱۶ |             | ایتزاک پرلمن           | اسرائیل / · ایالات متحده آمریکا | برای «داستان غلبه بر چالش‌های شخصی خارق‌العاده برای برتری دادن به عنوان یکی از موسیقی‌دانان و انسان‌دوستان بزرگ جهان». |
| ۲۰۱۷ |             | آنیش کاپور             | بریتانیا                        | به عنوان «یکی از تأثیرگذارترین و مبتکرترین هنرمندان نسل خود». Kapoor said he would direct his $1 million award to helping alleviate the ongoing Syrian refugee crisis and focus on expanding the Jewish community's engagement in a global effort to support refugees. |
| ۲۰۱۸ |             | ناتالی پورتمن          | اسرائیل / · ایالات متحده آمریکا | «به پاس تعهد او به اهداف اجتماعی و ارتباط عمیق با ریشه‌های یهودی و اسرائیلی خود.» |
| ۲۰۱۸ |             | روت بادر گینزبورگ      | ایالات متحده آمریکا             | به خاطر «مشارکت او در توسعه یک جامعه عادلانه و عادلانه که فرصت‌های برابر برای همه فراهم می‌کند.» The Genesis Prize Foundation announced that U.S. Supreme Court Justice Ruth Bader Ginsburg was selected as the inaugural recipient of the Genesis Lifetime Achievement Award. The Award coincides with the fifth anniversary of the Genesis Prize. |
| ۲۰۱۹ |             | رابرت کرافت            | ایالات متحده آمریکا             | «به قدردانی از انسان دوستانه و تعهد او به مبارزه با یهودستیزی.» پول جایزه کرافت به طرح‌هایی اهدا شد که با یهودستیزی و تعصب مبارزه می‌کنند. |
| ۲۰۲۰ |             | ناتان شارانسکی         | اسرائیل                         | در به رسمیت شناختن، به عنوان یک «حامی افسانه ای برای آزادی، دموکراسی و حقوق بشر.» پول جایزه او برای تأمین بودجه راه حل‌ها و مداخلات نوآورانه برای همه‌گیری COVID-19 استفاده شد. |
| ۲۰۲۱ |             | استیون اسپیلبرگ        | ایالات متحده آمریکا             | به خاطر «کمک او به سینما، کارهای بشردوستانه و تلاش‌هایش برای حفظ خاطره هولوکاست». His prize money was donated to U.S. non-profits fighting for racial and economic justice. |
| ۲۰۲۱ |             | خاخام لرد جاناتان ساکس | بریتانیا                        | به خاطر «نقش خارق‌العاده‌اش در الهام بخشیدن به نسل بعدی یهودیان، و کار درخشان مادام‌العمر او به‌عنوان معلم ارزش‌های یهودی و مدافع گفت‌وگوی بین‌ادیانی و بین‌فرهنگی». |
| ۲۰۲۲ |             | آلبرت بورلا            | یونان / · ایالات متحده آمریکا   | برای «رهبری، عزم و تمایل به قبول ریسک بزرگ، که منجر به آماده شدن واکسن کووید-۱۹ فایزر در زمان رکورد شد: ماه‌ها به جای سال‌ها.» |

## جنجال‌ها
در ۷ نوامبر ۲۰۱۷، بنیاد جایزه جنسیس اعلام کرد که ناتالی پورتمن بازیگر برنده جایزه جنسیس ۲۰۱۸ است و جایزه ۱ میلیون دلاری جنسیس را به برنامه‌های بشردوستانه متمرکز بر برابری زنان، آموزش، پیشرفت اقتصادی، سلامت و سیاسی اهدا خواهد کرد یک ماه بعد، موریس کان، بشردوست اسرائیلی، یک میلیون دلار دیگر به افتخار پورتمن متعهد شد و مجموع این هدیه را به دو میلیون دلار رساند. مراسم اهدای جوایز در آوریل ۲۰۱۸ پس از اینکه نمایندگان پورتمن به مطبوعات گفتند که «رویدادهای اخیر در اسرائیل برای او بسیار ناراحت‌کننده بوده و او از شرکت در هیچ رویداد عمومی در اسرائیل احساس راحتی نمی‌کند، لغو شد.» پورتمن بعداً ادعا کرد که اسرائیل را تحریم نمی‌کند، اما نمی‌خواهد به عنوان حامی بنیامین نتانیاهو، نخست‌وزیر، که قرار بود در مراسم سخنرانی کند، ظاهر شود.
در ژانویه ۲۰۲۰، تا حدی در نتیجه جنجال پورتمن، بنیاد جایزه جنسیس و دفتر نخست‌وزیر اسرائیل با فسخ قرارداد خود که نخست‌وزیر را ملزم می‌کرد که جایزه را در مراسمی در اورشلیم به برنده جایزه پیدایش اهدا کند موافقت کردند.
در سال ۲۰۱۹، برنده جایزه رابرت کرافت به عنوان یکی از بیش از ۲۰۰ نفری که در یک عملیات مبارزه با روسپی گری در فلوریدا متهم بودند، معرفی شد. استن پولوتس، رئیس بنیاد جایزه جنسیس، گفت که جایزه کرافت لغو نخواهد شد، و خاطرنشان کرد که در کشورهای دموکراتیک «هر کس حق دارد از فرض بی گناهی برخوردار شود.» تمام اتهامات علیه کرافت بعداً لغو شد.

## یادداشت
1. ↑  Lifetime achievement honoree[۲۶]
2. ↑  Lifetime achievement honoree